# Blanca Serra i Puig
Blanca Serra i Puig   (Barcelona, 1943) és una lingüista catalana.

## Carrera
Llicenciada en filologia clàssica per la Universitat de Barcelona, fou militant en els anys seixanta del Front Nacional de Catalunya, que abandonà el 1969 per a formar part del comitè executiu del Partit Socialista d'Alliberament Nacional (PSAN). El 1971 participà en l'acte fundacional de l'Assemblea de Catalunya en representació del Col·legi de Doctors i Llicenciats. El 1973 passa a formar part del PSAN-Provisional que el 1978 es transformaria en Independentistes dels Països Catalans (IPC). El novembre de 1975 s'hagué d'exiliar a la Catalunya del Nord on va viure la mort del dictador Franco i on participà en el Congrés de Cultura Catalana a Perpinyà.
Retornà a Barcelona el 1976 i és detinguda el febrer de 1977, acusada d'haver col·laborat amb ETA pm. El juliol de 1980 és detinguda i portada a Madrid en aplicació de la llei antiterrorista i novament a Madrid amb la llei antiterrorista el desembre de 1981 acusada de col·laborar amb l'organització Terra Lliure. El març de 1982 va ser detinguda i empresonada preventivament juntament amb 5 militants més acusats de sedició i apologia de la rebel·lió per portar una pancarta amb el lema “Independència” en una manifestació contra la LOAPA. Ha estat membre activa del Sindicat de Treballadors de l'Ensenyament de Catalunya de la Intersindical-CSC, membre del secretariat de la Xarxa d'Entitats Cíviques i Culturals dels Països Catalans pels Drets i les Llibertats Nacionals i de la Federació d'Organitzacions per la Llengua Catalana (FOLC). Ha participat activament en l'organització de les Consultes Populars sobre la Independència (2009-2011), membre el 2012 del 1r Secretariat de l'Assemblea Nacional Catalana ha figurat en el 9è lloc a la llista de la CUP-Alternativa d'Esquerres per Barcelona a les eleccions al Parlament de Catalunya de 2012 i en el lloc 35 de la llista de la CUP-Capgirem Barcelona a les eleccions municipals de 2015.
Professionalment, s'ha dedicat a l'ensenyament com a catedràtica de llengua a l'IES Narcís Monturiol de Barcelona.

## Vida personal
És filla de l'arqueòleg i historiador Josep de Calassanç Serra i Ràfols i germana de la historiadora Eva Serra i Puig i de l'activista polític Josep de Calassanç Serra i Puig.

## Fons personal
El seu fons personal es conserva a l'Arxiu Nacional de Catalunya. El fons conté la documentació reunida pels germans Serra i Puig; principalment aquella documentació fruit de la seva activitat política, relacionada amb associacions catalanistes, amb Col·lectiu d'Obrers en Lluita, amb els Comitès de Solidaritat amb els Patriotes Catalans, i amb la formació de militants independentistes. També conté documentació relacionada amb la defensa de la llengua catalana, amb la lluita antirepressiva durant el franquisme i postfranquisme, amb moviments d'alliberament a Catalunya i a altres nacions, i amb diversos partits polítics (destaquen PSUC, POUM, PSAN, FNC, JSC, MCC i PCE). El fons reuneix manifestos, estatuts, actes, declaracions de principis, correspondència, informes, fulls de mà, reculls de premsa, dossiers de presos polítics catalans, llistats de militants, comunicats i diverses publicacions generades i rebudes per tots aquests col·lectius; i finalment, una col·lecció d'adhesius, de cartells, de fotografies, de monografies i de publicacions periòdiques.